# Tumbatu
Tumbatu est une petite île de l'archipel de Zanzibar, qui fait partie de la Tanzanie, en Afrique de l'Est. Elle est située au large de la côte nord-ouest d'Unguja, l'île principale de Zanzibar.
L'île cunéiforme est longue d'environ huit kilomètres, mais ne fait que deux kilomètres de large au point le plus large (dans le sud). Elle est entourée par un récif, ce qui en fait une île un peu isolée du reste de Zanzibar, même si son rivage sud ne se trouve qu'à deux kilomètres de Mkokotoni, sur Unguja.
Il y a deux villes sur l'île, toutes deux situées dans le sud: Jongowe et Kichangani. Selon le recensement de 2002, Kichangani a approximativement 6800 habitants tandis que Jongowe a 2650 habitants. L'ile est sans voitures.
Historiquement, l'île est intéressante. Les insulaires qui appartiennent au groupe ethnique des Shirazi revendiquent une descendance de la royauté perse, qui est arrivée supposément au IXe siècle, et dans le sud-est de l'île, à Makutani, il y a des ruines importantes qui étaient autrefois l'un des principaux villages de Zanzibar.